# Reinhard Morgenstern (Physiker)
Reinhard Morgenstern (* 10. März 1942 in Berlin) ist ein deutscher Physiker.

## Leben
Morgenstern lebte von 1952 bis 1961 in Bad Berleburg und absolvierte 1961 sein Abitur am dortigen Johannes-Althusius-Gymnasium. Er studierte ab 1962 in Freiburg im Breisgau. Im Jahre 1971 wurde er mit einer Arbeit über „Ionisationsprozesse beim langsamen Stoss schwerer Teilchen“ promoviert. Es folgte ein zweijähriger Aufenthalt am Stanford Research Institute in Kalifornien.
Er arbeitete am Hahn-Meitner-Institut in Berlin und an der Katholischen Universität Löwen. Ab 1986 war er Universitätsprofessor am Kernphysikalischen Beschleuniger Institut KVI an der Rijksuniversiteit Groningen. Im Jahre 2006 wurde er zum Offizier des Ordens von Oranien-Nassau ernannt.
Morgenstern ist seit 2009 ehrenamtlich als Ortsvorsteher von Jechtingen-Sasbach tätig.